# Église Saint-Laurent d'Arnay-le-Duc
Pour les articles homonymes, voir Église Saint-Laurent et Saint-Laurent.
L'église Saint-Laurent d'Arnay-le-Duc est une église française située sur le territoire de la commune d'Arnay-le-Duc, dans le département de la Côte-d'Or, en région Bourgogne.

## Histoire
Les origines de l'église remontent à 1092, lorsque le seigneur Girard d'Arnay fait don d'une chapelle castrale à la ville, située dans l'enceinte du château de la Motte Forte, au même emplacement que l'église actuelle, pour servir d'église paroissiale. Probablement reconstruit et agrandi plusieurs fois, aucun vestige de cet édifice originel déjà dédié à saint Laurent martyr ne subsiste. En 1288, une petite communauté religieuse s'installe autour de l'église. La reconstruction de la nef et des bas-côtés fait suite à l'établissement d'un mépart par le chancelier Rolin au milieu du XVe siècle. La première chapelle, la chapelle Sainte-Catherine, est érigée en 1451. La communauté compte six personnes en 1601, lorsque les travaux d'aménagement du chœur et des chapelles de style flamboyant sont entrepris. Le plafond Renaissance de la chapelle Saint-Joseph est réalisé peu après. En 1752, la façade principale et le vestibule sont refaits dans le style néo-classique. Ces travaux entraînent le démontage puis la suppression de l'orgue (dont l'organiste était jusqu'en 1749 Nicolas Guiot). Le dôme, de style Jésuite, est ajouté en 1811. Enfin, la voûte primitive en pierre est remplacée par une voûte en bois en 1859.
Une opération de restauration complète de l'intérieur de l'église a été entreprise en 2012.

## Description
L’église possède dix chapelles et renferme de nombreuses œuvres d’art dont certaines sont également classées :
- Deux statues du XVIe siècle, de saint Jean Baptiste[4] et de saint Michel [5] ;
- Un groupe sculpté du XVIe siècle représentant la Vierge de Pitié[6] ;
- Six bougeoirs et une croix d'autel de 1860[7] ;
- Des peintures des XVIe siècle et XVIIe siècle représentant L'adoration des Mages[8], L'adoration des bergers[9], Sainte Marie auxiliatrice[10], la Dormition de la Vierge[11], Donateur et donatrice[12], le Martyre de saint Laurent[13] ;
- Un monument aux morts de la guerre de 1914-1918 de 1924 signé Paul Cappelare[14] ;
- Des peintures murales de la fin du XIXe siècle représentant la Vierge et saint Joseph[15].

La chapelle des défunts, fondée par la famille Merlan, présente un superbe plafond Renaissance bourguignonne composé de petits caissons représentant des figurines, des écussons et des sujets mythologiques.
La voûte en bois du XIXe siècle est en forme de coque de bateau renversée.
Lors du début du chantier de restauration, quatre sarcophages datant de l’époque mérovingienne ont été découverts.

## Protection
L'église Saint-Laurent est classé au titre des monuments historiques en 1875.